# Công giáo tại Đông Timor
Giáo hội Công giáo ở Đông Timor là một phần của Giáo hội Công giáo Hoàn vũ, dưới sự lãnh đạo tinh thần của Giáo hoàng ở Roma. Kể từ khi độc lập từ Indonesia, Đông Timor trở thành quốc gia công giáo chủ yếu thứ hai ở châu Á (sau Philippines), một di sản và địa vị của nó khi còn là một thuộc địa cũ của Bồ Đào Nha. Khoảng 88,84% dân số là tín hữu Công giáo ở Đông Timor vào năm 2006, có nghĩa là có hơn 900.000 tín hữu.

## Quản lý
Đất nước này được chia thành ba giáo phận: 
Giáo phận Dili: do Giám mục Virgilio Do Carmo Da Silva, S.D.B. cai quản, từ 2016.
Giáo phận Baucau, do Giám mục Basílio do Nascimento cai quản, từ 2004.
Giáo phận Maliana, do Giám mục Norberto Do Amaral cai quản, từ 2010.
Những giáo phận này dưới quyền kiểm soát của Toà Thánh.
Sứ thần Tòa Thánh tại Đông Timor đồng thời là sứ thần tại Indonesia. Vị sứ thần hiện tại là tổng giám mục người Mỹ Joseph Salvador Marino, và trụ sở Tòa Sứ thần ở Jakarta.

## Lịch sử
Vào đầu thế kỷ 16, các thương nhân Bồ Đào Nha và Hà Lan đã liên lạc với Đông Timor. Các nhà truyền giáo đã duy trì một sự quản lý lỏng lẻo cho đến năm 1642 khi Bồ Đào Nha tiếp quản và duy trì quyền kiểm soát cho đến năm 1974, với sự chiếm đóng ngắn ngày của Nhật Bản trong Thế chiến II.
Giáo hội Công giáo vẫn còn rất quan tâm đến chính trị, với các cuộc đối đầu năm 2005 với chính phủ về giáo dục tôn giáo ở trường và việc đưa ra các việc xét xử tội phạm chiến tranh về những hành động tàn bạo chống lại Đông Timor bởi Indonesia. Họ cũng đã ủng hộ Thủ tướng mới trong nỗ lực của mình để thúc đẩy hòa giải dân tộc. Vào tháng 6 năm 2006, Dịch vụ Cứu trợ Công giáo đã nhận được viện trợ từ Hoa Kỳ để giúp đỡ nạn nhân của những tháng bất ổn trong nước. Số lượng nhà thờ đã tăng từ 100 năm 1974 lên hơn 800 vào năm 1994.